# Flora of China
Flora of China, (abreviado Fl. China), é um livro com ilustrações e descrições botânicas que foi escrito conjuntamente pelos botânicos   Cheng-yi Wu, Peter Hamilton Raven & De-yuang Hong e publicado Pequim e San Luis em 25 volumes.
A flora da China é diversa. Contém mais de 30.000 espécies de plantas nativas de China, o que representa quase uma oitava parte das espécies de plantas totais do mundo, incluindo milhares que não se encontram em nenhum outro lugar na Terra.
China, contém uma variedade de tipos de bosques. Ambos trechos no nordeste e noroeste contêm as montanhas e os bosques de coníferas de clima frio, que mantêm às espécies animais que incluem o alce e o urso negro asiático, junto com para perto de 120 tipos de aves. Os humidos bosques de coníferas podem ter florestas de bambú como um Sub-bosque, substituído por rododendros em altos habitats montanhosos de coniféras e teixo. Os bosques subtropicais, que dominam o centro e sul da China, contêm à espantosa quantidade de 146 000 espécies de flora. A selva tropical e as selvas tropicais de temporada, ainda que confinada a Yunnan e Ainão, em realidade contêm um quarto de todas as plantas e animais de espécies que se encontram na China.

## Publicação
- Volume nº 1 Com 8 famílias de musgos.[2]
- Volume nº 2 e 3 Com 38 famílias de Pteridophytas[3]
- Volume nº 4    Com 21 famílias de Cycadaceae a Fagaceae[3]
- Volume nº 5    Com 24 famílias de Ulmaceae a Basellaceae[4]
- Volume nº 6    Com 13 famílias de Caryophyllaceae a Lardizabalaceae[5]
- Volume nº 7    Com 11 famílias de Menispermaceae a Capparaceae[6]
- Volume nº 8    Com 8 famílias de Brassicaceae a Saxifragaceae[7]
- Volume nº 9    Com 6 famílias de Pittosporaceae a Connaraceae[8]
- Volume nº 10    Com uma família de Fabaceae[9]
- Volume nº 11    Com 35 famílias de Oxalidaceae a Aceraceae [10]
- Volume nº 12    Com 18 famílias de Hippocastanaceae a Theaceae[11]
- Volume nº 13    Com 33 famílias de Clusiaceae a Araliaceae[11]
- Volume nº 14    Com 9 famílias de Apiaceae a Ericaceae[12]
- Volume nº 15    Com 9 famílias de Myrsinaceae a Loganiaceae[13]
- Volume nº 16    Com 8 famílias de Gentianaceae a Boraginaceae[14]
- Volume nº 17    Com 3 famílias de Verbenaceae a Solanaceae[15]
- Volume nº 18    Com 6 famílias de Scrophulariaceae a Gesneriaceae[16]
- Volume nº 19    Com 22 famílias de Cucurbitaceae a Valerianaceae com Annonaceae e Berberidaceae[17]
- Volume nº 20 e 21    Com a família de Asteraceae[18]
- Volume nº 22    Com a família de Poaceae[19]
- Volume nº 23    Com 22 famílias de Acoraceae a Cyperaceae[20]
- Volume nº 24    Com 22 famílias de Flagellariaceae a Marantaceae[21]
- Volume nº 25    Com a família de Orchidaceae[22]